# Dirophanes maculicornis
Dirophanes maculicornis là một loài tò vò trong họ Ichneumonidae.